# Sandjema Batouli
Sandjema Batouli (20 tháng 1 năm 1982) là một vận động viên nữ người Comoros, người đã thi đấu tại Thế vận hội Olympic mùa hè 2000 ở nội dung 100m nữ, cô đã hoàn thành thứ 9 trong lượt thi đấu của mình và không thể đi tiếp.